# Dobra Voda (Cseglény)
Dobra Voda falu Horvátországban, Pozsega-Szlavónia megyében. Közigazgatásilag Cseglényhez tartozik.

## Fekvése
Pozsegától légvonalban 30, közúton 44 km-re keletre, községközpontjától  légvonalban 6, közúton 10 km-re északkeletre, a Krndija-hegység déli lejtőin, az azonos nevű patak partján fekszik. 

## Története
Első lakói az 1920-as években a horvát Zagorje és Lika területéről települtek be ide az egykori kutjevói uradalom területére. Egy hektárnyi föld ára ötszáz és ezer dínár között volt, melyet a velük kötött szerződés értelmében erdészeti munkásokként szolgáltak meg. Lakosságát csak a háború után, 1948-ban számlálták meg először, akkor már 19 háza és 101 lakosa volt. 1991-től a független Horvátországhoz tartozik. 1991-ben teljes lakossága horvát nemzetiségű volt. 2011-ben a településnek 16 lakosa volt. Közösségi háza van.

## Lakossága
| Lakosság változása | Lakosság változása | Lakosság változása | Lakosság változása | Lakosság változása | Lakosság változása | Lakosság változása | Lakosság változása | Lakosság változása | Lakosság változása | Lakosság változása | Lakosság változása | Lakosság változása | Lakosság változása | Lakosság változása | Lakosság változása |
| ------------------ | ------------------ | ------------------ | ------------------ | ------------------ | ------------------ | ------------------ | ------------------ | ------------------ | ------------------ | ------------------ | ------------------ | ------------------ | ------------------ | ------------------ | ------------------ |
| 1857               | 1869               | 1880               | 1890               | 1900               | 1910               | 1921               | 1931               | 1948               | 1953               | 1961               | 1971               | 1981               | 1991               | 2001               | 2011               |
| 0                  | 0                  | 0                  | 0                  | 0                  | 0                  | 0                  | 0                  | 101                | 104                | 102                | 100                | 55                 | 29                 | 12                 | 16                 |

## Nevezetességei
Római katolikus haranglába.